# EURid
EURid er en interesseorganisation nedsat af EU den 8. april 2003. Dens opgave er at administrere de europæiske internet-domænenavne, dvs. dem der ender på .eu.
EURid er et konsortium af tre europæiske ccTLD-operatører: DNS Belgium (.be), IIT-CNR (.it) og NIC-SE (.se), med hovedsæde i Bruxelles, Belgien.